# Huszár Andor
Huszár Andor (Kolozsvár, 1926. július 10. – Kolozsvár, 1978. január 24.) közgazdász, szociológus.

## Életpályája
Tanulmányait szülővárosában végezte, a Bolyai Tudományegyetem közgazdasági karán tett államvizsgát (1949). Előbb a Jog- és Közgazdaságtudományi Főiskolán (1951–53), majd a Bolyai Tudományegyetem jogi–közgazdasági karán tanársegéd, 1957-től lektor, 1959-től a Babeș–Bolyai Egyetem tudományos szocializmus tanszékén lektor haláláig.
Cikkei, tanulmányai, recenziói a Korunk, Igazság, Előre, Tribuna, Echinox hasábjain jelentek meg. Közgazdasági és társadalomtudományi dolgozataival több tanulmánykötet összeállításában vett részt. Első munkája a reálbér kérdéséről Keszy-Harmath Sándor közreműködésével írt tanulmány volt A munka termelékenysége a kolozsvári vasúti műhelyekben című kötetben (románul és magyarul, Kolozsvár 1948). Két tanulmánya jelent meg az Időszerű közgazdasági kérdések című gyűjteményes kötetben (Kolozsvár 1955) is: az egyik a takarékossági rendszert és kiszélesítésének néhány lehetőségét taglalta (1956-ban németül is megjelent), a másik a helyi ipar szerepét világította meg népgazdaságban. Kovács Edittel és Gogomán Gáborral együtt fordította magyarra Simion Bayer és Mircea Constantiniu Vállalati igazgatók kézikönyve (1956) című művét. A Közgazdasági tanulmányok című kötetben (1957) a gazdaságosság szempontjáról értekezett Kolozs tartomány építőanyag-iparának tevékenységével kapcsolatban. Utolsó éveiben a politikatudomány foglalkoztatta, a Politikai kisenciklopédia (1977) munkatársa volt.

## További irodalom
- Kallós Miklós: Nem nyomtalanul. Nekrológ. A Hét 1978/6.